# آرثر بيتس (لاعب كرة قدم)
آرثر بيتس (بالإنجليزية: Arthur Betts)‏ (2 يناير 1886 في المملكة المتحدة - 1967 في المملكة المتحدة) هو لاعب كرة قدم بريطاني (وحمل سابقاً جنسية المملكة المتحدة لبريطانيا العظمى وأيرلندا) في مركز الدفاع. لعب مع ديربي كاونتي وسكونثورب يونايتد ونادي واتفورد ونيوكاسل يونايتد وهال سيتي ونادي غاينسبورو ترينيتي.